# Appell Arkitektkontor
Appell Arkitektkontor är ett svenskt arkitektkontor som grundades 2007 i Stockholm av Gustav Appell. Kontoret har vunnit flera utmärkelser och priser, bland annat utsågs Kville saluhall 2014 till Göteborgs bästa byggnadsverk av Per & Alma Olssons fond. Kontorets projekt har även nominerats till både Sveriges Arkitekters Kasper Salin-priset och Europeiska unionens pris för samtidsarkitektur.

## Byggnader (urval)
- 2013 Kville saluhall, Göteborg
- 2015 Log House, Roslagen.
- 2016 Bro Park galoppbana
- 2022 Gasverket Hus 14, Stockholm.

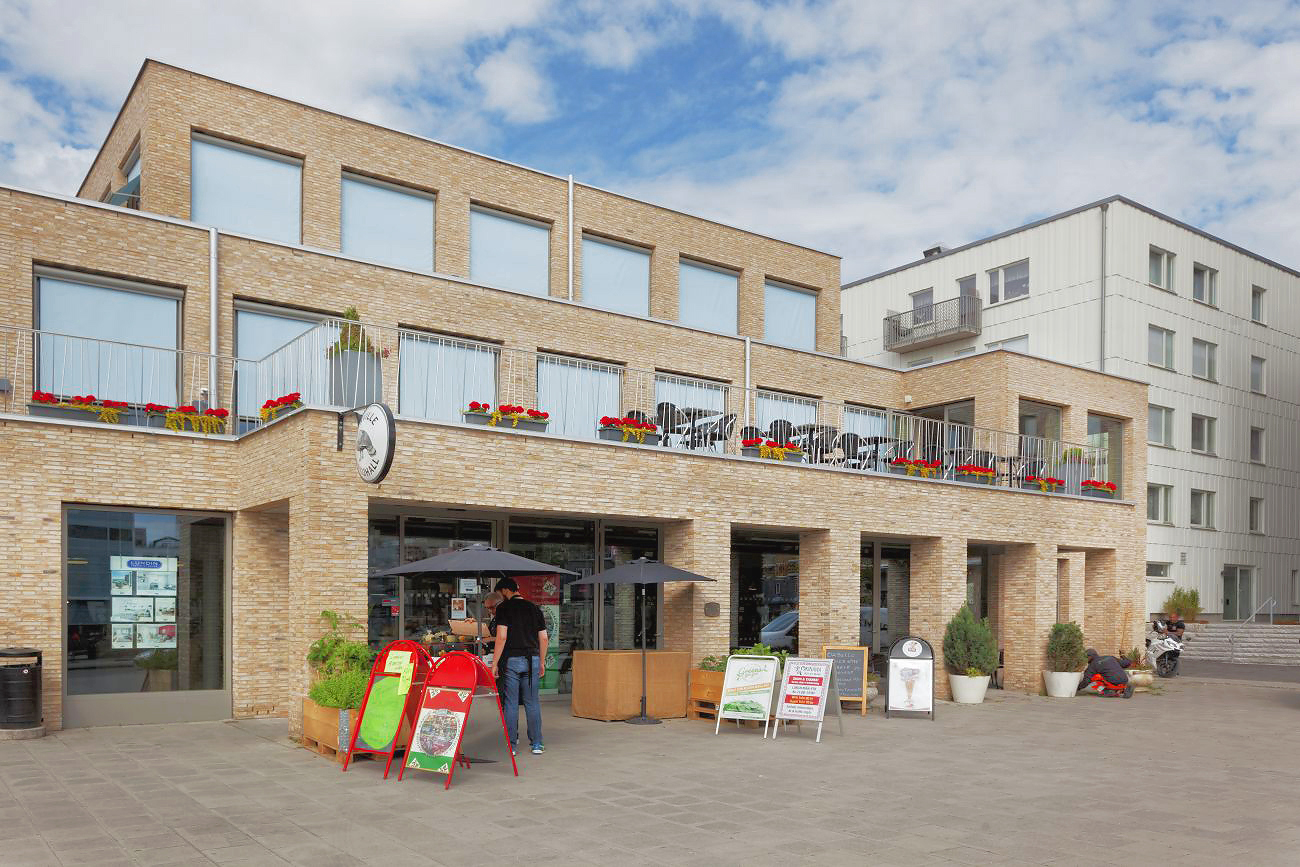
Kville saluhall 2016

- 2023 Norrvikens Sjösportcenter, Sollentuna.